# Factor de coagulación
Los factores de coagulación son todas aquellas proteínas originales de la sangre que participan y forman parte del coágulo sanguíneo. La formación de éstos coágulos se va a lograr mediante 3 vías; la intrínseca, la extrínseca y la común. Son doce los factores de coagulación, nombrados con números romanos, todos ellos necesitan de cofactores de activación como el calcio, fosfolípidos.

## Función
Son esenciales para que se produzca la coagulación, y su ausencia puede dar lugar a trastornos hemorrágicos graves. Se destacan:
- El factor VIII: Su ausencia produce hemofilia A.
- El factor IX: Su ausencia provoca hemofilia B.
- El factor XI: Su ausencia provoca hemofilia C.

También existen otros factores de coagulación, como el fibrinógeno; su explicación abarca el mecanismo de activación plaquetaria: las células subendoteliales (fibroblastos) presentan el factor tisular, al cual se le va a unir el Factor VII, juntos, activan al factor X, con lo cual se generará una pequeña cantidad de trombina, ya que el factor X corta a la protrombina originando trombina. Esta cantidad inicial de trombina va a ser muy importante, ya que va a ser útil para activar a otros factores: al factor VIII (en la membrana de las plaquetas ya activas), al factor V (también en la membrana de las plaquetas activas). El factor XIII ayuda a que se formen enlaces entrecruzados (covalentes) entre las fibras de fibrina, para así poder darle estabilidad al coagulo formado.

## Factores de coagulación
Los factores de la coagulación se enumeran con números romanos (aunque el VI no existe) y son:
| Factor | Vía en la que están involucrados | Características                                                            | Inhibidores                                                              |
| ------ | -------------------------------- | -------------------------------------------------------------------------- | ------------------------------------------------------------------------ |
| I      | Común                            | Fibrinógeno, proteína soluble del plasma                                   |                                                                          |
| II     | Común                            | Protrombina, está pegada a la membrana plaquetaria (sustancias adsorbidas) | Heparina, Warfarina                                                      |
| III    | Extrínseca                       | Factor tisular, se libera del endotelio vascular a causa de una lesión     |                                                                          |
| IV     |                                  | Calcio                                                                     |                                                                          |
| V      | Común                            | Proacelerina, (factor lábil) pegada a la membrana plaquetaria              | Proteína C activada, proteína S libre y receptor de proteína endotelial. |
| VII    | Extrínseca                       | Proconvertina                                                              | Warfarina                                                                |
| VIII   | Intrínseca                       | Factor de Willebrand, antihemofilico A                                     | Proteína C activada, proteína S libre y receptor de proteína endotelial. |
| IX     | Intríseca                        | Antihemofilico B                                                           | Antitrombina, Warfarina                                                  |
| X      | Común                            | Factor de Stuart-Power                                                     | Antitrombina, warfarina, heparina                                        |
| XI     | Intrínseca                       | Factor antecedente Trombloplastico                                         | Antitrombina                                                             |
| XII    | Intrínseca                       | Factor de Hageman                                                          |                                                                          |
| XIII   | Común                            | Factor estabilizador de la Fibrina                                         |                                                                          |